# Карми, Ривка
Ривка Карми (ивр. רבקה כרמי‎, род. некорректная дата (юлианский календарь не используется после 1926-01-01), Зихрон-Яаков) — израильский педиатр и генетик. С мая 2006 года по декабрь 2018 года она занимала должность президента Университета Бен-Гуриона в Негеве (BGU). Карми — первая женщина, назначенная президентом израильского университета.

## Ранние годы
Карми родилась в Зихрон-Яакове, Израиль. Её мать Ципора была социальным работником. Её отец, Менахем, был бухгалтером, художником и археологом-любителем и умер, когда Карми было 14 лет.
Она была офицером Армии обороны Израиля (капитаном) и занимала должность командира академической школы подготовки офицеров. Во время войны Судного дня она помогла создать в ЦАХАЛе отдел учёта пропавших без вести.
Карми окончила медицинскую школу Хадасса Еврейского университета в Иерусалиме. Она прошла ординатуру по педиатрии и стажировку по неонатологии в Медицинском центре Университета Сорока, а также дополнительную стажировку по медицинской генетике в Бостонской детской больнице и Медицинской школе Гарвардского университета.

## Медицинская и академическая карьера
Исследования Карми были сосредоточены главным образом на определении клинических проявлений и молекулярной основы генетических заболеваний у арабо-бедуинского населения Негева. Ривка является автором более 150 публикаций по медицинской генетике, её исследования включали идентификацию 12 новых генов и определение двух новых синдромов, один из которых известен как синдром Карми. В первой научной публикации Карми (1977 год) описывалось скопление углекислого газа в детских кроватках и инкубаторах, что, возможно, связано с феноменом синдрома внезапной детской смерти. Её проекты по работе с населением были направлены на профилактику наследственных заболеваний и улучшение образования женщин в бедуинской общине. Она участвовала в создании биотехнологических инициатив в Университете Бен-Гуриона в Негеве и занимала должность исполняющего обязанности директора зарождающегося Национального института биотехнологии в Негеве.
С мая 2006 года по декабрь 2018 года она занимала должность президента Университета Бен-Гуриона в Негеве (BGU). Она сменила на этом посту Авишая Бравермана, а за ней последовал Даниэль Хамовиц.

## Общественные посты
Карми является членом Консультативного совета Фонда премии «Генезис». Она является одним из основателей Британско-израильского научного совета и была его сопредседателем вместе с профессором Рэймондом Двеком в 2010–2017 годах. 4 апреля 2013 года министр юстиции, депутат Ципи Ливни назначила Карми членом комитета Ривлина. Комитет рассмотрел соглашение о компенсации работникам ядерного исследовательского центра в Димоне, которые подверглись воздействию ионизирующей радиации и у которых был диагностирован рак.
В мае 2014 года Карми была назначена в комитет Локера, который рассматривал бюджет национальной обороны Израиля. В 2011 году она была назначена председателем Комитета по продвижению и представительству женщин в высших учебных заведениях (команда Карми). В 2015 году она возглавила рабочую группу Израильской медицинской ассоциации, созданную для изучения положения женщин в медицине.